# Sózen Jamana
Sózen Jamana (japonsky 山名宗全, 26. červen 1404 – 15. duben 1473 Kjóto), někdy též uváděn jako Močitojo Jamana (japonsky 山名持豊) před jeho mnišským obdobím. Pro svůj rudý oděv se o něm mluví jako o Aka-njúdó, červeném mnichovi. Byl hlavním soupeřem Каcumoty Hosokawy v Kjótu v průběhu války Ónin.
Klan Jamana zažil mnoho porážek, o něž se velkou měrou přičinily tři rodiny, které měly v držení titul kanrei. Odmítal ochranu a bohatství svého zetě Kacumota Hosokawy a naopak pomalu zjišťoval sílu jeho vojsk a konexí, aby se připravil na otevřený boj, po jehož úspěšném završení by se stal hlavním organizátorem státních záležitostí. S pomocí svých spojenců se chystal ovládnout Kjóto a získat titul kanrei pro svůj klan, neboť věřil, že bude moci snadno ovládat šóguna.
Roku 1464 pomalu vyplul na povrch problém s nástupnictvím po šógunu Jošimasovi, který se chystal vzdát úřadu ve prospěch svého dědice. Zatímco klan Hosokawa vehementně podporoval šógunova bratra Jošimiho, klan Jamana se snažil dosadit na stolec Jošimasova syna Jošihisu.
V roce 1467, kdy už válka byla na spadnutí, se obě znepřátelené strany velmi vážně zabývaly myšlenkou otevřeného střetu. Stratégové na obou stranách vypracovali strategie pro boj v ulicích a budovách a Jamana nelenil a odvezl Jošimiho do šógunovy rezidence, kde měl zůstat „v bezpečí“ před Hosokawy. Jošimi se vlastně stal rukojmím.
V březnu téhož roku byl v Kjótu požárem zničen dům Hosokawova důstojníka. Po několika drobných šarvátkách (otevřené boje byly zakázány šógunovým ediktem - více viz heslo Válka Ónin) bylo v květnu napadeno sídlo jednoho z Jamanových generálů. Opačně k šógunovu ediktu byl za rebela a nepřítele císařství označen Jamana. Další události se pak nesly v duchu rozkladu bojové morálky Jamanových vojsk a ve znamení dezerce a přebíhání k nepříteli.
Počátkem roku 1468 boje počaly ochabovat, šógunem se stal o rok později Jošihisa Ašikaga a Hosokawa, který si přál ukončit krvavou městskou válku jednou provždy, podnikl kroky k postupnému uvolňování atmosféry.
Sózen Jamana reaguje podobně jako Kacumoto a roku 1473 oba daimjóové umírají.